# بخش پلین (شهرستان فرانکلین، اوهایو)
بخش پلین (به انگلیسی: Plain Township) یک منطقهٔ مسکونی در ایالات متحده آمریکا است که در شهرستان فرانکلین، اوهایو واقع شده‌است.
 بخش پلین ۵۲٫۸ کیلومتر مربع مساحت و ۹٬۸۲۹ نفر جمعیت دارد و ۳۱۳ متر بالاتر از سطح دریا واقع شده‌است.